# Poble Espanyol de Palma
El Poble Espanyol és un museu que està situat en el barri de Son Espanyolet de la ciutat de Palma (Illes Balears, Espanya).
Es va construir a partir de 1965 i va ser inaugurat el 9 de març de 1967. Es va concebre com un poble on es pretenien reunir les principals característiques dels pobles d'Espanya. Va ser dissenyat per l'arquitecte Fernando Chueca Goitia.
El projecte es va presentar el 1963 i va ser promogut per Conextur, una empresa constructora i explotadora turística, amb l'objectiu d'atreure i retenir el turistes de tot el món.
El museu ocupa una àrea total de 6365 m² i s'hi reprodueixen a escala diverses edificacions, places i carrers representatius de diverses ciutats espanyoles. El recinte inclou 18 blocs d'edificis, 15 carrers i 12 places que sumen un total de 72 exemples de l'arquitectura espanyola, construïts amb materials originaris de les respectives regions de cada un.
Actualment, el Poble Espanyol és un museu arquitectònic a l'aire lliure, alhora que de mostra d'artesania popular. També s'utilitza per a diversos esdeveniments, com congressos, reunions, exhibicions…
El conjunt és el tercer més gran del món d'aquestes característiques, per darrere del Poble Espanyol de Barcelona i el de Bèlgica. A més, va ser l'únic construït com una atracció turística, ja que el de Barcelona es va aixecar per a l'Exposició Universal de 1929 i el de Bèlgica en 1958 per a l'Exposició Universal de Brussel·les.